# Mamenchisauridae
Mamenchisauridae — родина рослиноїдних ящеротазових динозаврів, що існувала у юрському періоді (175-155 млн років тому). Скам'янілі рештки представників родини виявлені у Східній Азії (в Китаї).
Роди Datousaurus, Hudiesaurus і Omeisaurus, або зараховують до родини Mamenchisauridae, або вважаються базальними у групі Eusauropoda.